# Ozodes flavitarsis
Ozodes flavitarsis är en skalbaggsart som beskrevs av Pierre Émile Gounelle 1911. Ozodes flavitarsis ingår i släktet Ozodes och familjen långhorningar.
Artens utbredningsområde är Paraguay. Inga underarter finns listade i Catalogue of Life.